# Gauingen
Gauingen ist ein Ortsteil der Gemeinde Zwiefalten im Baden-Württembergischen Landkreis Reutlingen.

## Lage
Das Straßendorf liegt 2,5 km nordwestlich von Zwiefalten auf der Hochalb nahe der B 312 Richtung Zwiefalten und Reutlingen. Gauingen ist bekannt durch sein Travertinvorkommen (helles Kalkgestein).

## Geschichte
Gauingen ist einer der ältesten Ortsteile von Zwiefalten. Urkundlich wurde der Ort bereits im Jahre 904 als Gouuigon erwähnt und war einst für den reichen Obstanbau bekannt. Die Wendelinuskapelle wurde im Jahre 1688 erbaut. Der St. Wendelinusbrunnen wurde, nach seiner Zerstörung, 1960 aus Gauinger Travertin wiedererrichtet.